# Laevidentalium bisinuatum
Laevidentalium bisinuatum är en blötdjursart som först beskrevs av Andre 1896.  Laevidentalium bisinuatum ingår i släktet Laevidentalium och familjen Laevidentaliidae. Inga underarter finns listade i Catalogue of Life.